# Echinoscelis
Echinoscelis là một chi bướm đêm thuộc họ Cosmopterigidae.